# Louis Auguste de Bourbon, prince de Dombes
Louis Auguste de Bourbon, prince de Dombes, född 1700, död 1755, var en fransk prins. 
Han var äldste son till Louis Auguste de Bourbon, hertig av Maine och Louise Bénédicte de Bourbon och därmed släkt med kungahuset och räknad som kusin till kungen. Han gifte sig aldrig.
Han var generallöjtnant i Cent-Suisses et Grisons (1710), Gövernör i Languedoc (1737), Grand veneur de France och greve av Eu (1736). Han tjänstgjorde under Eugen av Savojen i österrikisk-turkiska kriget. 
Han dödade 1748 François de Franquetot de Coigny i en uppmärksammad duell. 